# Micrathena
Micrathena Sundevall, 1833 è un genere di ragni appartenente alla famiglia Araneidae.

## Etimologia
Il nome deriva dal greco μίκρον, mìcron, cioè piccolo, di piccole dimensioni, e dalla divinità greca Ἀθήνα, Athèna, cioè Atena, figlia di Zeus che sfidata da Ἀράχνη, Aràchne, cioè Aracne sull'abilità nel tessere la tela, la batté e la trasformò in ragno.

## Distribuzione
Le 116 specie oggi note di questo genere sono state reperite nelle Americhe: le specie dall'areale più vasto sono la M. gracilis e la M. sagittata, rinvenute in varie località dell'America settentrionale e centrale e la M. mitrata, rinvenuta in più località della zona compresa fra gli USA ed il Brasile.

## Tassonomia
Considerato un sinonimo anteriore di Ildibaha Keyserling, 1892, a seguito di un lavoro dell'aracnologo Levi del 1985.
Inoltre è considerato sinonimo anteriore di Thaumastobella Mello-Leitão, 1945a, secondo le analisi effettuate sugli esemplari tipo di Thaumastobella maurei Mello-Leitão, 1945, effettuate da Scharff nel 1991.
Recentemente, infine, uno studio del 2012 degli aracnologi Magalhães & Santos ha appurato che è anche sinonimo anteriore di Chaetacis Simon, 1895.
Dal 2013 non sono stati esaminati esemplari di questo genere.
A maggio 2014, si compone di 116 specie e 2 sottospecie:
1. Micrathena abrahami (Mello-Leitão, 1948) — dalla Colombia al Brasile
2. Micrathena acuta (Walckenaer, 1842) — da Trinidad all'Argentina
3. Micrathena agriliformis (Taczanowski, 1879) — dalla Costa Rica alla Bolivia
4. Micrathena alvarengai Levi, 1985 — Brasile
5. Micrathena anchicaya Levi, 1985 — Colombia, Ecuador
6. Micrathena annulata Reimoser, 1917 — Brasile, Paraguay
7. Micrathena armigera (C. L. Koch, 1837) — Brasile, Perù, Guyana
8. Micrathena atuncela Levi, 1985 — Colombia
9. Micrathena aureola (C. L. Koch, 1836)[2] — dalla Colombia al Suriname, Paraguay
10. Micrathena balzapamba Levi, 1985 — Ecuador
11. Micrathena bananal Levi, 1985 — Brasile
12. Micrathena bandeirante (Magalhães & Santos, 2011) — Brasile
13. Micrathena banksi Levi, 1985 — Cuba
14. Micrathena beta Caporiacco, 1947 — Guyana
15. Micrathena bicolor (Keyserling, 1864) — Colombia, Perù
16. Micrathena bifida (Taczanowski, 1879) — Perù
17. Micrathena bimucronata (O. P.-Cambridge, 1899) — dal Messico a Panama
18. Micrathena bogota Levi, 1985 — Colombia
19. Micrathena brevipes (O. P.-Cambridge, 1890) — dal Messico a Panama
20. Micrathena brevispina (Keyserling, 1864) — da Panama all'Argentina
21. Micrathena carimagua (Levi, 1985) — Colombia, Venezuela
22. Micrathena clypeata (Walckenaer, 1805) — da Panama al Perù
23. Micrathena coca Levi, 1985 — dalla Colombia al Brasile
24. Micrathena cornuta (Taczanowski, 1873) — dalla Colombia al Brasile
25. Micrathena coroico Levi, 1985 — Bolivia
26. Micrathena crassa (Keyserling, 1864) — dalla Costa Rica all'Argentina
27. Micrathena crassispina (C. L. Koch, 1836) — Brasile, Bolivia, Paraguay, Argentina
28. Micrathena cubana (Banks, 1909) — Cuba
29. Micrathena cucharas (Levi, 1985) — Perù
30. Micrathena cyanospina (Lucas, 1835) — dalla Colombia al Brasile
31. Micrathena decorata Chickering, 1960 — Colombia
32. Micrathena digitata (C. L. Koch, 1839) — Brasile
33. Micrathena donaldi Chickering, 1961 — dalla Costa Rica alla Colombia
34. Micrathena duodecimspinosa (O. P.-Cambridge, 1890) — dal Guatemala alla Colombia
35. Micrathena elongata (Keyserling, 1864) — Colombia
36. Micrathena embira Levi, 1985 — Brasile
37. Micrathena evansi Chickering, 1960 — Panama, da Trinidad al Brasile
38. Micrathena excavata (C. L. Koch, 1836) — da Panama al Brasile
39. Micrathena exlinae Levi, 1985 — Perù
40. Micrathena fidelis (Banks, 1909) — dalla Costa Rica all'Argentina
41. Micrathena fissispina (C. L. Koch, 1836) — Brasile, Guyana Francese
42. Micrathena flaveola (Perty, 1839) — dalla Costa Rica all'Argentina
43. Micrathena forcipata (Thorell, 1859) — Messico, Cuba, Hispaniola
  - Micrathena forcipata argentata Franganillo, 1930 — Cuba
44. Micrathena funebris (Marx, 1898) — dagli USA alla Costa Rica
45. Micrathena furcata (Hahn, 1822) — Brasile, Argentina, Uruguay
46. Micrathena furcula (O. P.-Cambridge, 1890) — dal Guatemala al Brasile
47. Micrathena furva (Keyserling, 1892) — Brasile, Uruguay, Argentina
48. Micrathena gaujoni Simon, 1897 — Ecuador, Colombia
49. Micrathena glyptogonoides Levi, 1985 — Messico
50. Micrathena gracilis (Walckenaer, 1805) — America settentrionale e centrale
51. Micrathena guayas Levi, 1985 — Ecuador
52. Micrathena guerini (Keyserling, 1864) — Colombia
53. Micrathena gurupi Levi, 1985 — Brasile, Suriname
54. Micrathena hamifera Simon, 1897 — dall'Ecuador al Brasile
55. Micrathena horrida (Taczanowski, 1873) — Grandi Antille, dal Messico all'Argentina
  - Micrathena horrida tuberculata Franganillo, 1930 — Cuba
56. Micrathena huanuco Levi, 1985 — Perù
57. Micrathena jundiai Levi, 1985 — Brasile
58. Micrathena kirbyi (Perty, 1833) — dalla Colombia al Brasile
59. Micrathena kochalkai Levi, 1985 — Colombia
60. Micrathena lata Chickering, 1960 — Brasile
61. Micrathena lenca Levi, 1985 — Messico
62. Micrathena lepidoptera Mello-Leitão, 1941 — dalla Costa Rica alla Colombia
63. Micrathena lindenbergi Mello-Leitão, 1940 — Brasile
64. Micrathena lucasi (Keyserling, 1864) — dal Messico al Brasile
65. Micrathena macfarlanei Chickering, 1961 — da Panama al Brasile
66. Micrathena margerita Levi, 1985 — Messico
67. Micrathena marta Levi, 1985 — Colombia
68. Micrathena miles Simon, 1895 — Brasile, Guyana, Perù
69. Micrathena militaris (Fabricius, 1775) — Grandi Antille
70. Micrathena mitrata (Hentz, 1850) — dagli USA al Brasile
71. Micrathena molesta Chickering, 1961 — dal Nicaragua a Panama
72. Micrathena necopinata Chickering, 1960 — Colombia, Perù, Brasile
73. Micrathena nigrichelis Strand, 1908 — Brasile, Paraguay, Uruguay, Argentina
74. Micrathena osa (Levi, 1985) — Costa Rica
75. Micrathena parallela (O. P.-Cambridge, 1890) — Costa Rica, Panama
76. Micrathena patruelis (C. L. Koch, 1839) — Brasile, Paraguay, Argentina
77. Micrathena peregrinatorum (Holmberg, 1883) — Brasile, Argentina
78. Micrathena petrunkevitchi Levi, 1985 — Messico
79. Micrathena pichincha Levi, 1985 — Ecuador
80. Micrathena picta (C. L. Koch, 1836) — dalla Guyana al Paraguay
81. Micrathena pilaton Levi, 1985 — Ecuador
82. Micrathena plana (C. L. Koch, 1836) — dalle Isole Vergini all'Argentina
83. Micrathena pungens (Walckenaer, 1842) — dalla Colombia alla Bolivia
84. Micrathena pupa Simon, 1897 — Colombia, Ecuador
85. Micrathena quadriserrata F. O. P.-Cambridge, 1904 — dal Messico al Venezuela
86. Micrathena raimondi (Taczanowski, 1879) — Perù, Ecuador
87. Micrathena reali Levi, 1985 — Brasile
88. Micrathena reimoseri Mello-Leitão, 1935 — Brasile
89. Micrathena rubicundula (Keyserling, 1864) — Colombia, Ecuador
90. Micrathena rufopunctata (Butler, 1873) — Giamaica
91. Micrathena ruschii (Mello-Leitão, 1945) — Brasile
92. Micrathena saccata (C. L. Koch, 1836) — dall'Honduras al Brasile
93. Micrathena sagittata (Walckenaer, 1842) — America settentrionale e centrale
94. Micrathena sanctispiritus Brignoli, 1983 — Brasile
95. Micrathena schenkeli Mello-Leitão, 1939 — da Trinidad al Paraguay
96. Micrathena schreibersi (Perty, 1833) — dal Nicaragua al Brasile
97. Micrathena sexspinosa (Hahn, 1822) — dal Messico al Brasile
98. Micrathena shealsi Chickering, 1960 — Argentina
99. Micrathena similis Bryant, 1945 — Hispaniola
100. Micrathena soaresi Levi, 1985 — Brasile
101. Micrathena spinosa (Linnaeus, 1758) — dal Suriname al Brasile
102. Micrathena spinulata F. O. P.-Cambridge, 1904 — Messico
103. Micrathena spitzi Mello-Leitão, 1932 — Brasile, Argentina
104. Micrathena striata F. O. P.-Cambridge, 1904 — Messico, Guatemala
105. Micrathena stuebeli (Karsch, 1886) — Colombia, Ecuador
106. Micrathena swainsoni (Perty, 1833) — Brasile, Paraguay, Argentina
107. Micrathena teresopolis Levi, 1985 — Brasile
108. Micrathena triangularis (C. L. Koch, 1836) — da Trinidad al Brasile
109. Micrathena triangularispinosa (De Geer, 1778) — da Trinidad alla Bolivia
110. Micrathena triserrata F. O. P.-Cambridge, 1904 — dal Messico al Belize
111. Micrathena tziscao Levi, 1985 — Messico
112. Micrathena ucayali Levi, 1985 — Perù, Brasile
113. Micrathena vigorsi (Perty, 1833) — dalla Colombia al Brasile
114. Micrathena woytkowskii (Levi, 1985) — Perù
115. Micrathena yanomami Magalhães & Santos, 2011 — Brasile
116. Micrathena zilchi Kraus, 1955 — dal Messico a El Salvador

### Nomina dubia
- Micrathena bisicata (Walckenaer, 1841); esemplare femminile reperito in Brasile e originariamente ascritto al genere Plectana, a seguito di un lavoro di Levi del 1985 è da ritenersi nomen dubium[1].
- Micrathena incisa (Walckenaer, 1841); esemplare femminile, rinvenuto in Brasile e originariamente ascritto al genere Plectana, trasferito al genere Acrosoma da un lavoro di Butler (1873b) e in Micrathena da un successivo lavoro di Petrunkevitch del 1911; trasferito in seguito all'ex-genere Chaetacis da un lavoro di Mello-Leitão (1932a); a seguito di uno studio degli aracnologi Magalhães & Santos (2011b) è da ritenersi nomen dubium[1].

### Omonimie
- Micrathena parallela Mello-Leitão, 1940; gli esemplari sono stati riconosciuti omonimi di M. sanctispiritus Brignoli, 1983[1].